# Њу Хаптон (Мисури)
Њу Хаптон (енгл. New Hampton) град је у америчкој савезној држави Мисури.

## Демографија
По попису из 2010. године број становника је 291, што је 58 (-16,6%) становника мање него 2000. године.
| Група             | 2000.       | 2010.       |
| Белци             | 343 (98,3%) | 278 (95,5%) |
| Афроамериканци    | 0 (0,0%)    | 0 (0,0%)    |
| Азијати           | 0 (0,0%)    | 0 (0,0%)    |
| Хиспаноамериканци | 6 (1,7%)    | 1 (0,3%)    |
| Укупно            | 349         | 291         |